# Maladera bhutanensis
Maladera bhutanensis är en skalbaggsart som beskrevs av Frey 1975. Maladera bhutanensis ingår i släktet Maladera och familjen Melolonthidae. Inga underarter finns listade i Catalogue of Life.